# José Maria Nepomuceno

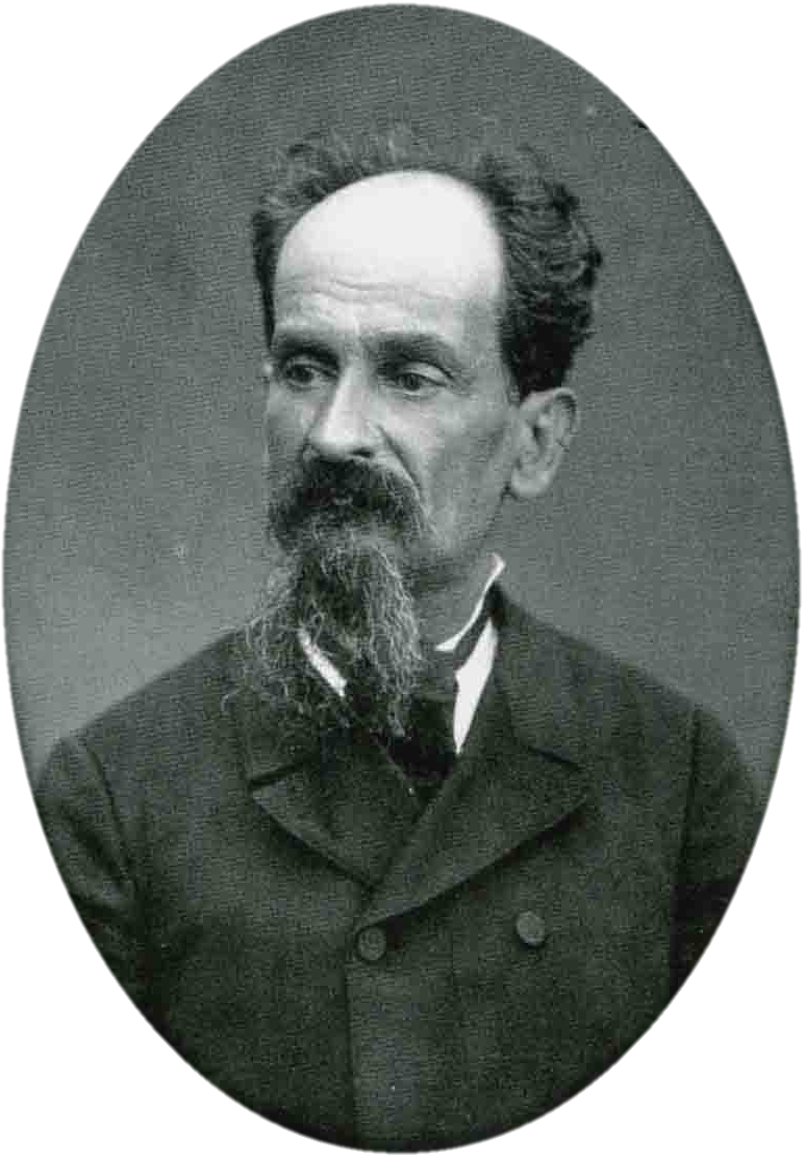
José Maria Nepomuceno (1884)

José Maria Nepomuceno (* 23. August 1836 in Lissabon; † 16. Juni 1895 ebenda) war ein portugiesischer Architekt.

## Leben
Nepomuceno wurde als Sohn des Manuel Joaquim Nepomuceno und der Dona Getrudes Magna das Dores Lobo geboren. Sein Vater war nach Handelsstudium an der Marineakademie bei der Junta do Commercio angestellt.
Nepomuceno studierte Architektur an der Academia das Bellas Artes sowie am Instituto Industrial in Lissabon und trat 1865 in den Dienst des Ministeriums für Öffentliche Arbeiten. Er leitete zunächst verschiedene Rekonstruktionsprojekte. Von ihm stammen unter anderem die Rekonstruktionen der Kirche São Vicente in Lissabon, der Kirche in Odivelas sowie der Portikus der Kirche Madre de Deus.